# Grzywy Korzeczkowskie
Grzywy Korzeczkowskie – pasmo Gór Świętokrzyskich, zbudowane z wapieni jurajskich, pokryte lasem mieszanym ze stanowiskami roślinności śródziemnomorskiej.

## Położenie
Pasmo ciągnie się na długości blisko 5 km z północnego zachodu na południowy wschód, ok. 3-3,5 km na południowy zachód od Chęcin. Jego szerokość nie przekracza 1,2 km. Leży w widłach Białej i Czarnej Nidy, które zbiegają się ok. 4,5 km na południe od niego. Po stronie zachodniej pasmo ogranicza przełomowa dolina rzeczki Hutki, natomiast po stronie wschodniej sięga ono prawie po Podzamcze Chęcińskie. Po północnej stronie pasma leży wieś Korzecko, od strony południowej wzdłuż podnóży Grzyw ciągną się zabudowania wsi Mosty.

### Główne szczyty
- Chrostynia (284 m n.p.m.)
- Grzywy (333 m n.p.m.)
- Glinianki (336 m n.p.m.)
- Moskozala (307 m n.p.m.)

## Budowa geologiczna
Główny zrąb pasemka Grzyw Korzeczkowskich budują utwory górnej jury: wapienie oolitowe, plamkowate i kredowate. W dolnych partiach zboczy oraz u ich podnóży występują młodsze utwory: plejstoceńskie piaski, rozmyte gliny zwałowe, miejscami także osady deluwialne. Wschodnią część pasma, a zwłaszcza jego stoki południowe, pokrywa rozległy płat lessu.

## Gleby
Na wapieniach w partiach szczytowych i stokowych pasma, w zależności od lokalnego nasilenia procesów denudacyjnych, rozwinęły się rędziny inicjalne, właściwe lub brunatne. Na młodszych utworach u podnóży pasma wytworzyły się gleby brunatne, bielicowe lub pararędziny. Na podłożu lessowym powstały gleby płowe lub brunatne.

## Turystyka
Wzdłuż ok. 2/3 długości pasma przebiega żółty szlak turystyczny od stacji PKP Wierna Rzeka do Chęcin. 